# Suaeda carnosissima
Suaeda carnosissima är en amarantväxtart som beskrevs av George Edward Post. Suaeda carnosissima ingår i släktet saltörter, och familjen amarantväxter. Inga underarter finns listade i Catalogue of Life.